# Eparquia da Galícia
Eparquia da Galícia (em russo:  Галичская епархия) é uma eparquia histórica da Metrópole da Galícia do Patriarcado de Constantinopla, uma das eparquias mais antigas da Rússia de Kiev.

## História

Rússia de Kiev em 1237

Fundada em 1134 por separação da eparquia de Vladimir-Volínia com sé na cidade de Aliche, na Ciscarpátia. O bispado da Galícia foi estabelecido 60 anos após o surgimento do principado de apanágio da Galícia.
Em 1157, a Catedral da Assunção foi erguida em Aliche sob o príncipe Iaroslave Osmomisl.
O bispado, do qual Artêmio é conhecido, possuía vastas terras perto da cidade de Aliche. Após a criação em 1303 da metrópole da Galícia, dependente do Patriarcado de Constantinopla, o metropolita da Galícia tornou-se o chefe da Igreja nas terras da Galícia-Volínia. Além da Galícia, a metrópole incluía eparquias de Vladimir (Volínia), Przemisl, Ugrovsk (mais tarde em Chelm), Lutsk e Turov.
O primeiro metropolita da Galícia foi o grego Nifonte. Em 1305 ele morreu.
Na década de 1390, após a morte do metropolita Antônio, o rei polonês Vladislav II Jagiello transferiu as eparquias da Galícia e Przemisl para o controle do bispo João de Lutsk e Ostrog, pelas quais pagou ao rei 200 hryvnias. O rei enviou João a Constantinopla como candidato ao trono metropolitano da Galícia, mas o patriarca não o aprovou devido a uma reclamação do metropolita Cipriano de Kiev. João voltou para casa e passou a governar a metrópole. Durante algum tempo, o patriarca de Constantinopla não interferiu com ele, mas posteriormente nomeou metropolita da Galícia o bispo Miguel de Belém, que, tendo chegado à Galícia, tentou privar João do direito de governar a metrópole. Em 1401, o metropolita Cipriano de Kiev finalmente conseguiu a extinção da metrópole da Galícia. O sucessor do não reconhecido metropolita João, Sava, foi deposto naquele mesmo ano em um sínodo em Moscou.
Em 1540, o metropolita Macário de Kiev ordenou o vigário, arquimandrita Macário Tuchapski, como bispo com o título de “Bispo da Galícia, Lvov e Kamenets-Podolsk”. Lviv tornou-se a residência do bispo. Em 1569, a eparquia era chefiada por João Lopatka-Ostolovski, que era rival de Gideão Balabã; foi promovido a bispo por proposta do arcebispo latino Simeão de Shlomov; após a morte de João, o cargo de bispo foi para Gideão.
Em 1700, sob o bispo José de Shumlianski, a eparquia aceitou a Unia. Sua sucessora é a arquieparquia de Lviv da Igreja Greco-Católica Ucraniana.